# Peter Ronnefeld
Peter Ronnefeld, né le 26 janvier 1935 à Dresde et mort le 6 août 1965 à Kiel, est un compositeur et chef d'orchestre allemand.

## Biographie
Peter Ronnefeld fait ses études musicales avec Boris Blacher à Berlin et Olivier Messiaen à Paris. Il devient chef de chœur à l'Opéra d'État de Vienne de 1958 à 1961, puis premier chef à l'Opéra de Bonn de 1961 à 1963. Il devient ensuite directeur général de la musique à Kiel de 1963 à sa mort. Il s'est spécialisé dans la musique moderne mais aussi romantique en tant que chef d'orchestre.
Il écrit un opéra, Die Ameise, créé le 22 octobre 1961 à Düsseldorf, qui reçoit un accueil favorable du public.

## Œuvres
Il écrit de la musique de chambre et des mélodies ainsi que les œuvres suivantes :

### Opéras
- Die Ameise, création le 22 octobre 1961 à Düsseldorf
- Nacht ausgabe, opéra de chambre, création en 1956 à Salzbourg

### Ballets
- Peter Schlemihl (1956)
- Die Spirale (1961)

### Musique concertante
- Concertino pour flûte, clarinette, cor, basson et orchestre à cordes (1950)

### Musique orchestrale
- Sinfonie' 52 (1952)
- Rondo
- Deux Épisodes, pour orchestre de chambre

### Cantates
- Quartär (1958)